# St Athan
St Athan (Sain Tathan in lingua gallese) è un centro abitato del Galles, situato nel distretto di contea di Vale of Glamorgan.